# آرانگ و دادرس
آرانگ و دادرس (کره‌ای: 아랑사또전; لاتین‌نویسی اصلاح‌شده: Arang Sattojeon) یک مجموعهٔ تلویزیونی کره جنوبی سال ۲۰۱۲ با بازی لی جون-گی، شین مین-آ و یئون وو-جین است. این مجموعهٔ تاریخی ترسناک عاشقانه بر پایهٔ فولکلور آرانگ است، که به ناحق درگذشت و به‌عنوان یک روح بازمی‌گردد تا واقعیت مرگ خود را فاش کند. آرانگ و دادرس از ۱۵ اوت تا ۱۸ اکتبر ۲۰۱۲، روزهای چهارشنبه و پنجشنبه ساعت ۲۱:۵۵ (کی‌اس‌تی) از ام‌بی‌سی برای ۲۰ قسمت روی آنتن رفت.

## بازیگران
- لی جون-گی در نقش کیم اون-اوه[۵][۶][۷][۸]
- شین مین-آ در نقش آ-رانگ/لی سو-ریم[۹][۱۰]
- یئون وو-جین در نقش جو-وال[۱۱][۱۲]

## تولید
آرانگ و دادرس، پروژهٔ کامبک بازیگری لی جون-گی پس‌از مرخص شدن از خدمت سربازی در فوریه ۲۰۱۲ بود. این مجموعه همچنین اولین درام تاریخی برای شین مین-آ و بازگشت او به تلویزیون از زمان دوست‌دختر من یک گومیهو است در سال ۲۰۱۰ بود.